# Zemplínsky Branč
Zemplínsky Branč este o comună slovacă, aflată în districtul Trebišov din regiunea Košice. Localitatea se află la altitudinea de 108 m deasupra n.m., se întinde pe o suprafață de 7,26 km2 și în 2017 număra 493 de locuitori.

## Istoric
Localitatea Zemplínsky Branč este atestată documentar din 1722.

## Demografie
| An:                | 1994 | 2004    | 2014 | 2024   |
| ------------------ | ---- | ------- | ---- | ------ |
| Număr de persoane: | 388  | 474     | 474  | 508    |
| Diferență:         |      | +22,16% | +0%  | +7,17% |

| An:                | 2023 | 2024   |
| ------------------ | ---- | ------ |
| Număr de persoane: | 499  | 508    |
| Diferență:         |      | +1,80% |